# 錫罐大教堂

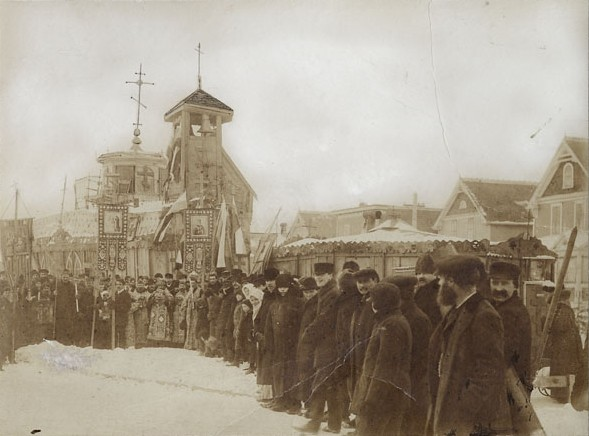
塞拉芬主教站在錫罐大教堂前

49°54′44.12″N 97°08′2.93″W / 49.9122556°N 97.1341472°W
錫罐大教堂（烏克蘭語：Бляшана Катедра）是北美洲第一間烏克蘭非宗派教會 。它是六翼天使派教會的中心。 創辦人溫尼伯，使用拜占庭禮，但與傳統和其他教會沒有隸屬關係。

## 歷史

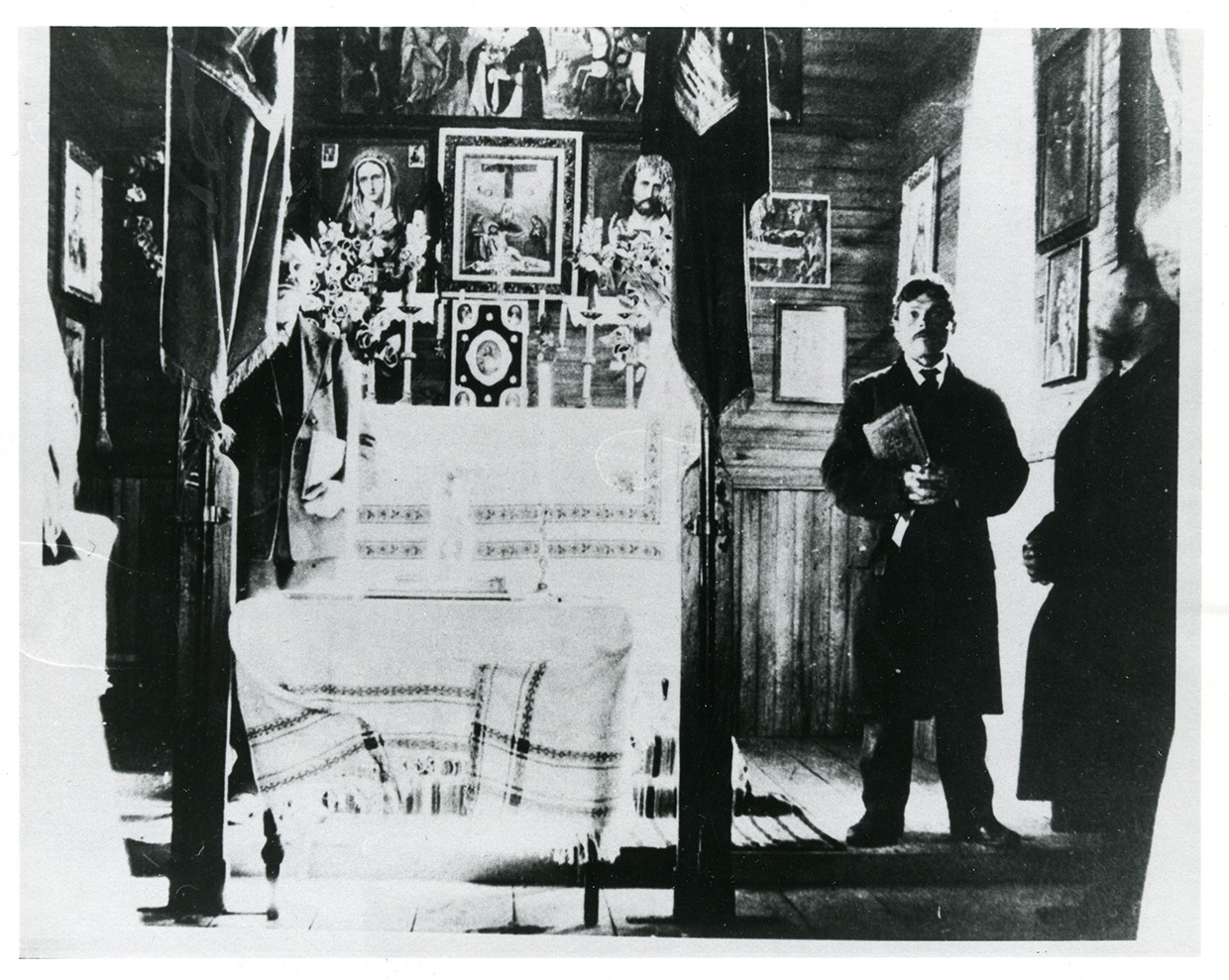
在錫罐大教堂的祭壇, 1905

烏克蘭移民自1891年開始到達加拿大。他們大多數是魯塞尼亞人，來自西烏克蘭、布科維納、和加利西亞等地區。儘管從布科維納來的新移民大多屬於正教會，而從加利西亞的新移民則屬於東儀天主教會，他們都是用拜占庭禮。在二十世紀初，加拿大西部草原三省的烏克蘭移民人口增長到足以吸引宗教領袖、政治家和教育家的注意。俄羅斯東正教每年爲北美地區的傳教工作花费有$100,000；而同时，長老會也邀請烏克蘭社群的青年人修讀於曼尼托巴大学的曼尼托巴学院 (今爲溫尼伯大學)，特地为烏克蘭人成立的特殊班，帮助他們成為教師或牧師。

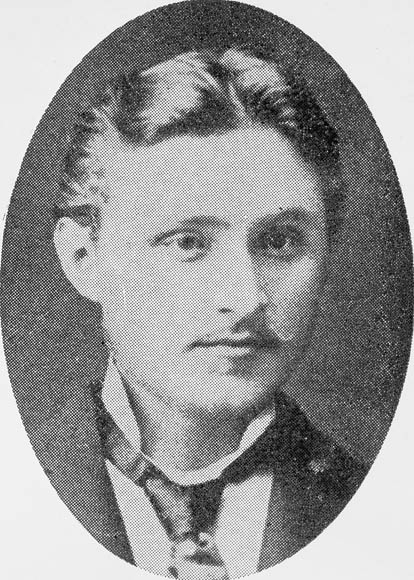
西瑞爾·格尼克 (1857–1925)

西瑞爾·格尼克 (1857–1925)是当时温尼伯烏克蘭社群的其一社區領導 。他来自加利西亚，毕业于利沃夫 的烏克蘭學術文理中學，也曾经在切爾諾夫策大學 修读法律， 对当时的神職人員有着不肖的批评，也傾向社會主義。格尼克抵達加拿大後，他成為了第一位受聘于加拿大政府的烏克蘭人，並擔任移民仲介，把新的定居者們帶到新家園。格尼克的表亲伊萬·博德鲁格（1874 -1952）和他的朋友伊萬·尼格利 (1875 - 1946) 都來自科洛梅亞縣的別列佐仪村莊，拥有着在加利西亞擔任小學教師的資格。  他們三位構成了烏克蘭社群里知識份子的核心，被稱為 三頭同盟 (Березівська Трійця (Bereziv Triuvirate )。格尼克是最年长，在三人中是唯一已婚的。他的妻子寶蓮 (娘家姓瑟可夫斯基) 是神父的女兒，是一位受過教育的女士，他們两有三個兒子和三個女兒。。 當時曼尼托巴学院的院長金博士以流利的德語採訪候選人博德魯格和尼格利，而格尼克把他們的學術文章從波蘭语翻譯成英语。他們成為了在北美地區第一批考进大学的烏克蘭學生。
在1902年，曼尼托巴省議員約瑟夫·伯尼爾，提出的一項議案，要那些與羅馬天主教共融的希臘魯塞尼亞禮天主教會把教會財產移交於羅馬教會辖下的管理組織。 當時的羅馬教會大主教、郎之萬、宣稱那些自稱是魯塞尼亞禮天主教徒的人必須通过過移交財產給教會來證明自己是天主教徒，而不該像新教徒由非神職人員管理。
格尼克、博德魯格和尼格利迅速採取行動，稳固他們的社群。他們邀請了塞拉芬主教（原名斯蒂芬·烏塔夫斯基）到溫尼伯。當塞拉芬（意爲六翼）被俄羅斯東正教最高行政管理機構、聖潔會議免除聖職時，他前往阿索斯山。在那裡，他被一位自稱主教的安福音按立为主教，宣稱是為了氣怒與俄羅斯正教會存有鬥爭的沙皇。  晉升牧職后，塞拉芬前往北美，段时住在費城的烏克蘭神父们当中。他抵達溫尼伯的時候，他已不效忠俄羅斯東正教教會。 大草原上的烏克蘭人承認他是一個流浪聖人。 跟隨塞拉芬是他的助理馬卡裡·瑪律琴科,协助塞拉芬進行聖事。
塞拉芬於1903年4月到達溫尼伯并創立了一個獨立宗派教會，稱為「六翼天使派教會」，并宣稱自己为牧首，開始按立領唱者和執事。讓「三頭同盟」感到庆幸的，是六翼天使派教會用俄語和用烏克蘭移民熟悉的東正教禮儀。在1903年12月13日，塞拉芬祝福了一间在麥格雷戈街東側，曼尼托巴大道與普裡查德大道之间的小樓房为聖靈教堂，開放供人禮拜。 在1904年11月，塞拉芬開始于國王街和斯特拉大道的拐角處建造「錫罐大教堂」。之所以被稱爲錫罐大教堂，是因爲他用鐵皮和木材製成。富有魅力的塞拉芬晉升了大约50位的神父和無數執事，許多是半文盲的，在整個社區進行司鐸職責，传讲非宗派的東正教觀念和受託教會的財產。 兩年后，這座教堂引进了近六萬名信徒。 
但是，由於塞拉芬各種失言和醉酒問題，那些邀請塞拉芬到溫尼伯的知識份子对他失去了的信任；他們设法撤除他，但希望能保留六翼天使派的會眾。當塞拉芬去聖彼德堡，試圖爲六翼天使派教會從俄羅斯東正教聖潔會議得到認可和索取更多的資金时，博德魯格、尼格利，以及其他六翼天使派神父接管了教会，并以日后改用長老宗教義的條件下，獲得長老會的資金援助；伊萬·博德魯格因此成為新的牧首。當塞拉芬在1904年深秋從俄羅斯返回時他發現了這叛逆，並迅速將參與這一叛逆的所有神父絕罰。他在當地報紙刊登他們的照片，以及像罪犯一樣把他们的名字印在胸前。 后来當塞拉芬得知他自己被俄羅斯東正教逐出東正教教會，他在1908年離開溫尼伯，一去不返。 有记载说他回到俄羅斯，但溫尼伯的烏克蘭語報紙 Ukrainskyi Holos 在1913年述说他在不列顛哥倫比亞的鐵路上賣聖經给的工人。  博德魯格本身是一位很有魅力的神父;雖然六翼天使教會是非宗派教會，因在長老會的影響下，博德魯格宣講福音派教義。 馬卡裡·瑪律琴科也宣稱自己才是六翼天使派教會的新主教，也是宗主教、教宗、蓋特曼和基輔大公。为了避免任何風險，他構逐了教皇和俄羅斯東正教最高行政管理機構。 在30年代末期，有記錄记载他途行到農村地區、服侍那些急需拜占庭禮的烏克蘭人。

## 影響
錫罐大教堂和六翼天使派對在加拿大的烏克蘭裔社團有重大影響。
郎之萬大主教加倍努力，試圖使烏克蘭社群融入羅馬天主教的怀抱。他設立聖尼古拉斯蓬蒿教堂，從比利時聘請神父，穿希臘儀式的聖衣，以古教會斯拉夫語朗讀彌撒，與以波蘭文講道。這種競爭為烏克蘭裔兒童提供更多學烏克蘭语的機會。
加拿大自由党意識到烏克蘭人不一定再認同朗之萬大主教所支持的加拿大保守黨，而資助在加拿大第一份以烏克蘭文报道的報紙， “Kanadiskyi Farmer”（加拿大農民），而尼格利成爲它的第一位總編輯。
現在錫罐大教堂位於溫尼伯的北端，普裡查德大道和麥格雷戈街的拐角處；雖然原址的第一间教堂已被拆除，由長老會撥款建造的第二座建築物仍然座落在那裡，對著烏克蘭勞動廟。